# Sistema de Cable del Atlántico Sur
El Sistema de Cable del Atlántico Sur o SACS (en portugués: Sistema de Cabo do Atlântico Sul ), es un cable de comunicaciones submarino en el océano Atlántico Sur que une Luanda, Angola con Fortaleza, Brasil con un tramo que conecta el archipiélago brasileño de Fernando de Noronha también. Es el primer enrutamiento de baja latencia entre África y América del Sur.
El cable submarino mide 6165 km de longitud  y ha sido diseñado con tecnología WDM coherente de 100 Gbps - con 4 pares de fibra y ofrece una capacidad total de 40 Tbit/s entre Fortaleza (Brasil) y Luanda (Angola).
En septiembre de 2018, Angola Cables anunció que el cable SACS estaba en línea y listo para comenzar la operación comercial. También se informó en este punto que era NEC quien estaba suministrando la tecnología para el cable.
Con el cable SACS ahora en operación, el tráfico de datos entre Angola y Brasil ya no tendrá que pasar por Europa y los EE. UU., como ocurría anteriormente, mejorando tanto las conexiones del hemisferio norte, evitando tráfico,  como las el sur al tener conexión directa. El Sistema de Cable del Atlántico Sur es propiedad y está operado por Angola Cables.
Se espera que el SACS reduzca los costos de tráfico de datos entre América del Sur, África y Asia en un 80 %.
En Fortaleza, el SACS está interconectado con Seabras-1, mientras que el extremo de Angola proporciona conectividad hacia adelante mediante el cable SAT-3/WASC .  Según sus iniciadores tendrá mucha demanda, principalmente porque será el primer cable submarino del Atlántico Sur que unirá el continente africano con América Latina. El único otro cable planeado para competir potencialmente con SACS es el cable South Atlantic Express que entrará en servicio en 2020.
La primera previsión de costes del proyecto fue de 160 millones de dólares. La segunda estimación ascendió a  278 millones de dólares, financiados por Angola Cables, un consorcio de las principales empresas de telecomunicaciones de Angola (Angola Telecom con el 51% del capital, Unitel con el 31%, MSTelcom con el 9%, Movicel con 6% y Startel con 3%).

## mapas

Ruta del Sistema de Cables del Atlántico Sur